# Clusia gratula
Clusia gratula är en tvåhjärtbladig växtart som beskrevs av Bassett Maguire. Clusia gratula ingår i släktet Clusia och familjen Clusiaceae. Inga underarter finns listade i Catalogue of Life.